# 晋城镇 (西充县)
晋城镇是中华人民共和国四川省南充市西充县曾经下辖的一个镇。2019年10月，撤销晋城镇和金泉乡，设立晋城街道，以晋城镇一段社区、二段社区、刘家嘴社区、双庙子社区、观音庵社区、府南社区、珠崖庵社区，以及杨家桥村、龙门桥村、马家坟村、大磉磴村、鹿岩山村、袁公桥村、程真宫村、白鹤观村、燕子山村、印天寺村和原金泉乡所属行政区域为晋城街道的行政区域，以晋城镇西街社区、南街社区、鹤鸣路社区、建设路社区、天宝寺社区、库楼坝社区、鹤鸣庵社区，以及黄家湾村、黄桷寺村、滴水岩村、刘家垭村和原永清乡所属行政区域为南台街道的行政区域。

## 行政区划
晋城镇撤銷前下辖以下地区：
一段社区、二段社区、刘家嘴社区、双庙子社区、观音庵社区、府南社区、珠崖庵社区，以及杨家桥村、龙门桥村、马家坟村、大磉磴村、鹿岩山村、袁公桥村、程真宫村、白鹤观村、燕子山村、印天寺村，大神庙村、靛堂子村、源洪庙村、双桥子村、慈花寺村、黑山垭村、百鹤铺村、庞家庙村、斯家店村、白林山村、石头垭村、板凳垭村和牛王庙村。